# 曼達貝
曼達貝是馬達加斯加的城鎮，由梅納貝負責管轄，位於該國西部，海拔高度289米，從事農業、畜牧業和服務業的人口分別佔95%、4.5%和0.5%，主要農產品有稻米、花生和木薯，2001年人口約108,000。
21°3′S 44°56′E / 21.050°S 44.933°E